# Catalpin
Catalpin ist ein Naturstoff, der zu den Terpenoiden und deren Untergruppe der Iridoide gehört.

## Vorkommen

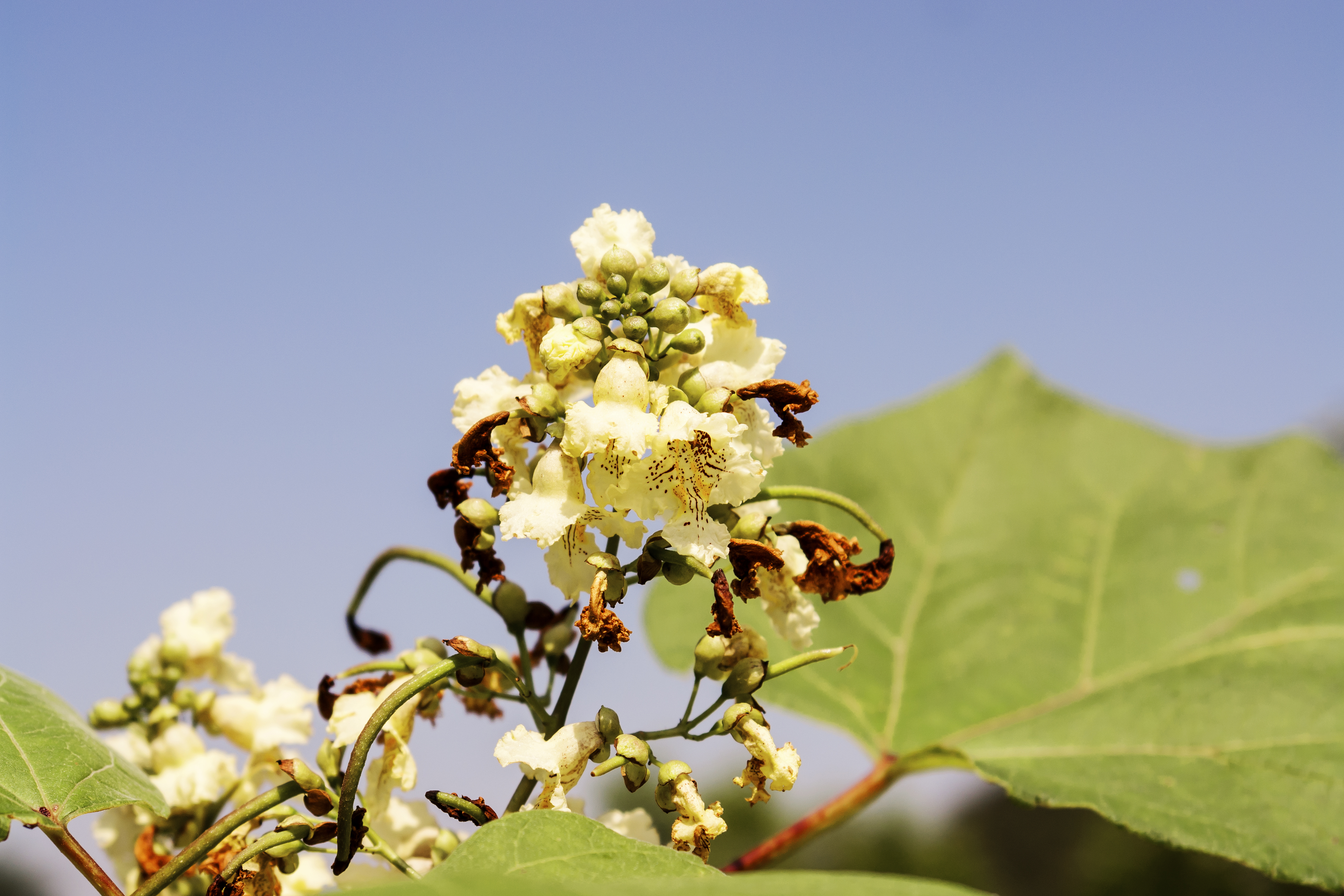
Catalpa ovata

Catalpin kommt in den Früchten von Catalpa ovata (Gattung Trompetenbäume) vor. Ein strukturell verwandtes Glucosid, das ebenfalls in Trompetenbäumen vorkommt, ist das Catalposid. Dieses wird zum Teil auch als Catalpin bezeichnet.

## Eigenschaften
Catalpin weist mutagene Eigenschaften auf. Der Schmelzpunkt beträgt 93–94 °C.